# Na Gruagaichean
Na Gruagaichean är ett berg i Storbritannien.   Det ligger i kommunen Highland och riksdelen Skottland, i den nordvästra delen av landet, 700 km nordväst om huvudstaden London. Toppen på Na Gruagaichean är 1 056 meter över havet, eller 178 meter över den omgivande terrängen. Bredden vid basen är 1,0 km.
Terrängen runt Na Gruagaichean är kuperad österut, men västerut är den bergig.Runt Na Gruagaichean är det mycket glesbefolkat, med 4 invånare per kvadratkilometer. Närmaste större samhälle är Fort William, 13,2 km nordväst om Na Gruagaichean. Omgivningarna runt Na Gruagaichean är i huvudsak ett öppet busklandskap.